# Nicolas-Philibert Adelon
Nicolas-Philibert Adelon (Digione, 1782 – Parigi, 1862) è stato un medico francese.
Docente di medicina legale, nel 1821 divenne membro dell'Académie nationale de médecine, della quale divenne presidente nel 1831. Fu tra i fondatori della Société anatomique de Paris (1803).

## Opere
È ricordato per la sua pubblicazione medica "Dictionnaire de médecine" (21 volumi, 1821-28; in collaborazione con Pierre-Auguste Béclard e Laurent-Théodore Biett). La seconda edizione era composta da 30 volumi e fu pubblicata colo titolo "Dictionnaire de médecine ou répertoire général des sciences médicales" (1832-46). 
Altre sue opere sono:
- Analyse d'un Cours du Docteur Gall ou Physiologie et anatomie du cerveau, (1808).
- Physiologie de l'homme (4 volumi, 1823-24).[1]
- Contribuì inoltre al "Dictionaire des sciences médicales" (60 volumi, 1812-22; editori: François-Pierre Chaumeton e François Victor Mérat de Vaumartoise).[2]
- Con François Chaussier, pubblicò un'edizione del "De sedibus et causis morborum per anatomen indagatis" di Giovanni Battista Morgagni  (1821).[3]